# Theodore Motzkin
Theodore Samuel Motzkin (* 26. März 1908 in Berlin; † 15. Dezember 1970 in Los Angeles) war ein US-amerikanischer Mathematiker russischer Abstammung.

## Biographie
Motzkins Vater, Leo Motzkin, der seit 1880 in Deutschland gelebt hatte, war studierter Mathematiker und ein bedeutender Wegbereiter der zionistischen Bewegung. Theodore Motzkin zeigte bereits früh sein außergewöhnliches Talent für Mathematik. In Berlin besuchte er bereits mit 15 Jahren die Universität.
Es folgten Studien an den Universitäten Göttingen, Paris und Berlin. In Berlin erstellte er seine Diplomarbeit über algebraische Strukturen, betreut durch Issai Schur. Zur Promotion ging Motzkin an die Universität Basel, wo er 1934, betreut durch Alexander Markowitsch Ostrowski, mit einer Dissertation über lineare Ungleichungen promoviert wurde.
Im Jahr 1935 wurde Motzkin an die Hebrew University in Jerusalem berufen. Während des Zweiten Weltkrieges arbeitete er dort als Kryptograph für die britische Regierung. In dieser Zeit heiratete er Naomi Orenstein, ihre drei Söhne wurden in Jerusalem geboren, darunter der Geschichtsphilosoph Gabriel Motzkin. Er half, die mathematische Terminologie der hebräischen Sprache zu entwickeln.
1948 emigrierte Motzkin in die USA und verbrachte zwei Jahre an der Harvard University.
Eine der ersten dort veröffentlichten Arbeiten ist der Nachweis der Existenz von Hauptidealringen, die keine euklidischen Ringe sind.
1950 wurde Motzkin an das Institut für Numerik der University of California, Los Angeles (UCLA) berufen; zehn Jahre später wurde er dort ordentlicher Professor.

## Werk
Die Motzkin-Zahlen und das Motzkin-Polynom sowie die Fourier-Motzkin-Elimination sind nach ihm benannt.
Seine Arbeiten stammen aus den Feldern der linearen Programmierung, konvexen Geometrie (Satz von Motzkin), Kombinatorik, algebraischen Geometrie, Zahlentheorie oder Funktionentheorie.
Er war der Erste, der die Existenz von Hauptidealringen nachwies, die keine euklidischen Ringe sind; {\displaystyle \mathbb {Z} \left[{\frac {1+{\sqrt {-19}}}{2}}\right]} war sein ursprüngliches Beispiel.
Von Motzkin stammt eine Verallgemeinerung des Satzes von Erdös und de Bruijn in der Inzidenzgeometrie: Jede endliche Menge E von Punkten eines projektiven Raums bestimmt mindestens {\displaystyle |E|} Hyperebenen, wenn E nicht vollständig in einer Hyperebene liegt. Erdös und de Bruijn hatten das für die projektive Ebene und den Spezialfall von Geraden als Hyperebenen formuliert und bewiesen.